# KB국민카드
KB국민카드는 대한민국 KB금융그룹의 자회사인 은행계 신용카드 업체이다.

## 슬로건
- 앞서거나 새롭거나 (2010년)
- 국민생활의 힘 (2011년 ~ 2014년)
- 마음을 씁니다 (2014년 ~ 2017년)
- Digital, Easy! (2018년 ~ 2021년)
- 국민의 행복생활 파트너 (2021년 ~ 현재)

## 역사
- 1980년: 국민은행에서 국민카드 업무 시작
- 1987년: 국민신용카드 설립
- 1999년 1월 1일: 장기신용카드를 흡수합병
- 2003년 9월 30일: 국민은행으로 흡수합병[1]
- 2010년: 슬로건 재정 (앞서거나 새롭거나)
- 2011년: 슬로건 변경 (국민생활의 힘)
- 2011년 3월 2일: KB국민은행에서 분사하여 "KB국민카드" 출범[2]

## 취급 브랜드
자사카드
- 대한민국 전용 / 비자카드 / 마스터카드 / 은련카드[3] / 아메리칸 익스프레스 / JCB

K-WORLD 브랜드(자사 카드)
- 2014년부터 국부 유출 방지 차원에서, 일본 JCB와 중국 은련카드사와 제휴한 국내 전용 브랜드이므로, 국내 전용 연회비 그대로, 국제 결제 수수료 없이 해외 이용 및 해외 특화 서비스가 가능한 K-WORLD 브랜드를 독자 개발하였다.

비씨카드(신용카드에 한함)
- 비자카드 / 마스터카드 / 은련카드 (skylife Ultra 카드,I-win카드 등 kt 제휴 한정)

## 발급 기관 및 전산 시스템
자행 영업점을 제외한 발급 기관에서는 자사 카드에 한하여 특정한 상품만 취급한다. 그리고 은행권과 증권사의 카드들은 NH농협은행과 제휴한 금융기관의 현금카드 및 신용카드 탑재가 가능하다. 체크카드의 해외결제인 경우에는 일부 국내전용 카드(방탄소년단, 나라사랑카드, 리브메이트, 키위뱅크) 외에는 무조건 100% KB국민은행 전용으로 연동할 수 있으며, NH농협은행과 신한은행, 중국공상은행 제휴형은 국내전용으로만 나온다.
2024년 6월 25일에는 iM뱅크(구 대구은행)와 카드 사업 활성화를 위한 업무 제휴 및 독점 계약을 맺었다.
인터넷 결제는 앱카드(KB페이) 외에 비씨카드같이 ISP를 받아서 이용한다. 하지만 숫자 6자리로 비밀번호를 간소화한 비씨카드와 달리, 종전 방식인 숫자와 문자 조합으로 ISP 비밀번호를 등록하여 이용자들의 불편이 많았다. 이에 따라 2020년 8월 26일부터 KB국민카드도 ISP 비밀번호를 비씨카드처럼 숫자 6자리로 간소화하며, 동일한 카드 전산 시스템을 공유하는 카카오뱅크 체크카드에도 개정된 조항을 적용한다.
- KB국민은행 / 우체국 (에버리치 KB국민 Wise 홈 카드)

체크카드
- 삼성증권

전산 시스템 공유
- NH농협카드 (채움 브랜드)[6]
- 카카오뱅크 (프렌즈 체크카드)
- KB증권
- 전북은행 (2022년부터 KB국민카드 전산망 이용)

## 후불교통카드
- 후불교통카드는 신용카드와 체크카드 2종류가 있으며, 만 18세 이상일 경우 발급 가능하다.

- payOn 협의회의 의장사이며 MIFARE Classic 1k 규격을 사용한다.

| 지하철/버스사용               | 사용가능지역 |
| ----------------------------- | --- |
| 지하철 버스 사용지역          | 수도권(서울, 경기, 인천 - 수도권 전철 서해선 가능), 동남권(부산, 울산, 양산 - 동해선 광역전철 가능), 대경권(대구, 경산), 대전, 광주, 아산, 천안, 춘천 |
| 경전철사용 지역               | 의정부, 김해~부산, 용인, 우이신설 |
| 버스 전 사용지역              | 울산, 세종, 경남, 전북, 제주, 충북, 충남, 강원 |
| 경북 일부 버스 사용 지역      | 경주, 구미, 김천, 고령, 성주, 칠곡, 청도, 포항, 경산, 문경, 상주, 영주, 예천, 영천, 안동, 울릉, 울진, 의성, 봉화, 영덕(청송, 영양, 군위 제외)         |
| 전남 일부 버스 사용 지역      | 목포, 여수, 광양, 순천, 장성, 화순, 담양, 함평, 나주, 해남, 영광, 보성, 고흥, 신안, 무안, 장흥, 영암, 곡성, 강진, 구례, 완도(진도 차후예정)           |
| 철도 시외 고속 버스 사용 지역 | 전국 |

- 유료도로

| 사용지역 | 사용가능도로                                        |
| -------- | --------------------------------------------------- |
| 서울     | 남산터널(1,3호), 우면산터널, 용마터널, 강남순환도로 |
| 인천     | 문학터널, 만월산터널                                |
| 대전     | 갑천도시고속도로                                    |
| 대구     | 동부순환도로(범안로)                                |
| 고속도로 | 한국도로공사 구간, 인천국제공항고속도로, 인천대교   |

## 같이 보기
- KB금융그룹
- KB국민은행
- 대한민국의 신용카드사 목록
- 나라사랑카드